# Ochteroidea
Ochteroidea – nadrodzina pluskwiaków z podrzędu różnoskrzydłych i infrarzędu Nepomorpha.
Zalicza się tu dwie rodziny:
- Gelastocoridae
- Ochteridae

Liczne analizy filogenetyczne: molekularne, morfologiczne jak i łączone, wskazują na siostrzaną pozycję tych rodzin. Różni się natomiast ich pozycja w obrębie Nepomorpha. China w 1955 umieszczał je jako klad bazalny względem wszystkich Nepomorpha, Rieger w 1976 jako bazalne względem Nepomorpha oprócz Nepoidea, a Manhner w 1993 jako bazalne względem Nepomorpha oprócz Nepoidea i Corixidae. Łączona, molekularno-morfologiczna analiza filogenetyczna opublikowana przez Hebsgaarda i innych w 2004 wskazuje na ich pozycję siostrzaną względem kladu Notonectoidea+Pleoidea. Analiza mtDNA opublikowana przez Hua i innych w 2009 umieszcza je jako grupę siostrzaną dla Nepoidea. Z kolei wyniki badań kladystycznych aparatów gębowych opublikowane w 2014 przez Brożek umieszczają je jako bazalne względem Nepomorpha oprócz Nepoidea i Corixidae.